# 1488 год в России
Правление Ивана III Васильевича (1462—1505)

## События
- Принята Белозерская уставная грамота.
- Вятчане напали на Великий Устюг. Оборону успешно провёл князь Иван Владимирович Оболенский.
- Продолжалась Русско-литовская война, братья Семён и Дмитрий Фёдоровичи Воротынские в конце 1488 года совершили набег «с знамяны и трубами» на Медынскую волость. Весной 1489 года великий князь московский Иван III Васильевич организовал ответный поход на Воротынское княжество.
- Новым наместником в Пскове стал Семён Романович Ярославский
- С новой силой разгорелся конфликт между братьями Иваном III и Андреем Васильевичем Углицким. Последний просил заступничества у князя Ивана Патрикеева, но Патрикеев отказал ему, не желая вмешиваться в царский семейный конфликт[1].
- В Москве:
  - 13 августа на Болоте загорелась деревянная церковь Благовещение. Начался пожар, который перекинулся в Кремль, повредил Великокняжеский дворец и Спасо-Преображенский монастырь. После пожара дворец был перестроен, а монастырь выведен за пределы Кремля.
  - В Московском Кремле построены Беклемишевская и Водовзводная башни.
  - Перестроена в камне Церковь Всех Святых на Кулишках.
  - Отлита первая Царь-пушка.
  - С посольством к польскому королю Казимиру IV направлен Михаил Еропкин-Кляпик.
  - В Новгородской слободе расселена основная часть высланных из Новгорода купцов.
- В Новгороде:
  - Распространяется ересь жидовствующих. Слабая церковная власть, возглавляемая архиепископом Сергием не может бороться с ней, но борется светская власть под руководством наместника Юрия Захарьевича Кошкина-Захарьина.
  - В Новгород переведён сын Василия Алаповского Иван Муравей, от этого события исчисляется род Муравьёвых.
- Церковные события
  - В связи со смертью митрополита Симеона митрополитом Киевским, Галицким и всея Руси стал Иона Глезна.
  - После отшествия на покой архиепископа Иоасафа овдовела Ярославская и Ростовская епархия. Следующим архиепископом стал Тихон, он был хиротонисан 15 января 1490 года

## Родились
- Аникей Фёдорович Строганов (1488 — 1569) — создатель солеваренной промышленности в Сольвычегодске и в Перми Великой, колонизатор прикамских земель, крупнейший русский предприниматель своего времени, государственный деятель.

## Скончались
- Митрополит Симеон — митрополит Киевский, Галицкий и всея Руси, возглавлявший православную митрополию Константинопольского патриархата на территории Великого княжества Литовского и Речи Посполитой (1481—1488).